# Gamal Al-Ghandour
Gamal Mahmoud Ahmed Al-Ghandour (Arabisk: جمال محمود أحمد الغندور, født 12. juni 1957) er en tidligere fodbolddommer fra Egypten. Han har blandt andet dømt i VM 1998, VM 2002 og EM 2000. Han dømte også finalen i Africa Cup of Nations i 2002 mellem Cameroun og Senegal.

## Karriere

### VM 1998
- Chile – Østrig 1–1 (gruppespil)
- USA – Jugoslavien 0–1 (gruppespil)
- Brasilien – Danmark 3–2 (kvartfinale)

### VM 2002
- Spanien – Paraguay 3–1 (gruppespil)
- Costa Rica – Brasilien 2–5 (gruppespil)
- Sydkorea – Spanien 0–0, 3–5 (gruppespil)

### EM 2000
- Spanien – Norge 0–1 (gruppespil)
- Danmark – Tjekkiet 0–2 (gruppespil)

## Links
- Profil (tysk)
- Gamal El-Ghandour (engelsk)